# Lamar Odom
Lamar Joseph Odom (Queens, Nueva York, 6 de noviembre de 1979) es un exjugador de baloncesto estadounidense que disputó catorce temporadas en la NBA. Con 2,08 metros de estatura jugaba en las posiciones de alero y ala-pívot.

## Carrera deportiva

### Instituto y universidad
En 1997, Odom ocupó el primer puesto en el ranking de todas las escuelas de Estados Unidos, ganándose una buena reputación por su buen control del balón y su habilidad en los pases, así como por su gran altura (208 cm). Fue reclutado por la Universidad de Nevada, pero se vio envuelto en un escándalo de retribuciones económicas, por lo que fue expulsado de la misma. Fue transferido a la Universidad de Rhode Island, pero tuvo que permanecer un año sin jugar. En su única temporada con los Rams hizo un promedio de 17,6 puntos por partido, llevando a su equipo a lograr su único título de la Atlantic 10 Conference, anotando una canasta sobre la bocina de 3 puntos ante Temple en la final.

### Profesional

#### Los Angeles Clippers (1999-2003)
Declarado elegible para el draft de la NBA de 1999, Odom fue elegido en cuarta posición por Los Angeles Clippers. Ya en su primera temporada, promedió 16,6 puntos, 7,8 rebotes y 4,2 asistencias, incluyendo 30 puntos en su debut como profesional en la NBA. Fue incluido en el mejor quinteto de rookies de la temporada 1999-2000.
En noviembre de 2001, Odom fue suspendido por ocho meses por violar la política antidrogas de la NBA. El propio Odom admitió que consumió marihuana.
Tras cuatro años en el "hermano menor" de Los Ángeles, Odom fichó por los Miami Heat.

#### Miami Heat (2003-2004)
Odom firmó un contrato de 65 millones de dólares con los Miami Heat. Formando un sólido equipo junto a Dwyane Wade y Caron Butler, Odom promedió 17,1 puntos, 4,1 asistencias y 9,7 rebotes. Sin embargo, su estancia en el equipo de Florida no fue largo, siendo traspasado en 2004, junto a Brian Grant y Butler, a Los Angeles Lakers, en el traspaso que llevó a Shaquille O'Neal a los Heat.

#### Los Angeles Lakers (2004-2011)

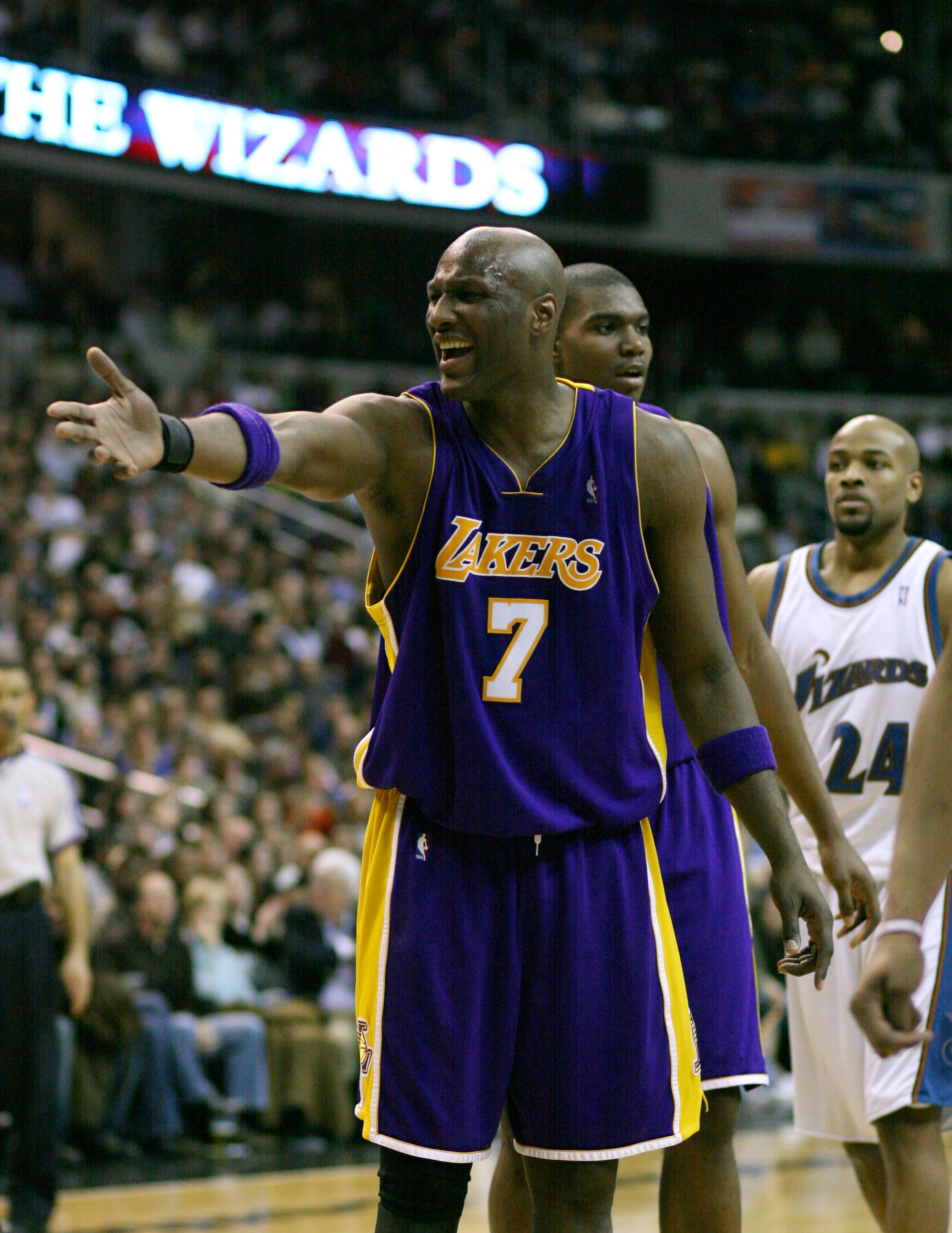
Odom, con la camiseta de los Lakers en 2007.

Ya en su primera temporada, Odom sufrió una lesión en el hombro izquierdo que le forzó a perderse la última parte de la temporada 2004-05. Tras acabar la temporada fuera de playoffs por quinta vez en la historia de la franquicia, los Lakers decidieron contratar al legendario entrenador Phil Jackson.
En la 2005-06, el rendimiento de Odom fue mejor, pero irregular, consiguiendo sus dos primeros triples-dobles como jugador de los Lakers, ante Portland Trail Blazers y Golden State Warriors. En playoffs, los Lakers fueron eliminados 4-3 por Phoenix Suns, después de forzar el séptimo partido.
La 2006-07 se vio marcada de nuevo por las lesiones de Odom, el cual disputó 56 partidos, con un promedio de 15,9 puntos y 9,8 rebotes. En playoffs, los Lakers volverían a perder contra los Suns de Steve Nash, pero esta vez por un contundente 4-1.
En la 2007-08, los Lakers adquirieron a Pau Gasol, y pese a las lesiones del pívot Andrew Bynum, lograron llegar a las Finales de la NBA, perdiendo ante Boston Celtics. Odom tuvo un rendimiento destacado, bajando sus números en las Finales, promediando 14,2 puntos, 10,6 rebotes y 3,5 asistencias.
Con la temporada 2008-09, Odom pasó a ser el sexto hombre del equipo, saliendo desde el banquillo y ocupando un papel destacado gracias a su polivalencia. En dicha temporada, Odom promedió 16,5 puntos y 13,4 rebotes. Su papel fue decisivo para que los Lakers ganaran el anillo al vencer a Orlando Magic en las Finales de la NBA. 
En la temporada 2009-10, tras un mes de tediosas negociaciones, en julio de 2009, Odom firmó una extensión de su contrato por 4 años y 33 millones de dólares. La aportación de Odom fue de nuevo crucial para los Lakers, que ganaron el campeonato, esta vez ante sus eternos rivales, los Boston Celtics.
En la temporada 2010-11, Odom disfrutó de más minutos debido a la lesión de Bynum; sin embargo, aun así le bastó para ganar el título de mejor sexto hombre de la NBA, siendo el primer jugador de los Lakers en lograrlo. Tras la temporada, donde los Lakers fueron apeados en Semifinales de Conferencia por Dallas Mavericks, Odom declaró querer dejar el baloncesto a un lado tras la muerte de su primo y verse involucrado en un accidente de tráfico.

#### Dallas Mavericks (2011-2012)
Tras el lockout, se hizo oficial un traspaso en el que se enviaba a Odom a los New Orleans Hornets y a Dwight Howard a los Houston Rockets, en un traspaso que llevaría a Chris Paul a los Lakers, pero que finalmente fue vetado por el comisionado ante la protesta efectuada por varios equipos. Finalmente Chris Paul acabaría en Los Ángeles, pero en el otro equipo de la ciudad, los Clippers. Odom se sintió "despreciado" y exigió el traspaso a un equipo que pelease por el anillo. Además, sabiendo que Odom no encajaría en el sistema del nuevo entrenador, Mike Brown, de modo que el 11 de diciembre de 2011, se hizo oficial el traspaso de Odom a los Dallas Mavericks a cambio de una primera ronda de draft por parte de los Lakers.
El rendimiento de Odom en los Mavericks fue paupérrimo, y en marzo fue asignado a la D-League. Odom declaraba no jugar con los Mavericks debido a problemas personales. En abril, Odom fue puesto en la lista de jugadores inactivos. Al parecer, Odom había tenido encontronazos con el dueño de los Mavericks, Mark Cuban.

#### Los Angeles Clippers (2012-2013)
En junio de 2012, Odom fue enviado a Los Angeles Clippers, equipo para el que ya había jugado entre 1999 y 2003. Poco después de su fichaje, Odom pidió "disculpas", tanto a aficionados como directivos de los Mavericks por su rendimiento en la anterior temporada.

#### Baskonia (2013-2014)
En febrero de 2014, Odom firmó con el Baskonia de la liga ACB española hasta el final de la temporada 2013-2014, esperando un siguiente paso en la NBA.
El 14 de marzo el jugador, abandonó España para, según él, tener una segunda opinión médica sobre sus dolencias en la espalda. El propio Lamar Odom avisó a su entrenador desde el mismo aeropuerto, minutos antes de coger el avión hacia Estados Unidos. Finalmente, Odom se fue de la ciudad española con un pobre bagaje; 23 minutos en dos partidos de Euroliga (2 rebotes y -1 de valoración en 6 minutos) y Liga Endesa (2 puntos, 2 rebotes, 1 asistencia y -4 de valoración en 17 minutos).

#### New York Knicks (2014)
El 16 de abril de 2014, firmó con los New York Knicks por el resto de la temporada 2013-14, pero no llegó a participar en la temporada. Los Knicks terminaron 37-45 y no se clasificaron para playoffs. El 11 de julio de 2014, fue despedido por los Knicks.

#### Intento de regreso (2018–2019)
Odom planeó jugar en la Chinese Basketball Association (CBA) a principios de 2018, pero no pudo completar el acuerdo, por lo que, en diciembre de 2018 se unió a los Mighty Sports de Filipinas. Su idea era preparase para disputar un torneo amistoso en Dubái en febrero de 2019 (30th Dubai International Basketball Tournament). La plantilla incluía otros extranjeros como Justin Brownlee y Randolph Morris, junto con jugadores no profesionales filipino-americanos.
Odom consideró su estancia en Dubái, como una preparación para su reincorporación al baloncesto profesional, particularmente a la liga BIG3. Fue nombrado cocapitán de los Enemies antes de ser 'desactivado' para jugar en la liga, en verano de 2019.

## Selección nacional
Debutó con la selección nacional de Estados Unidos en 2004 siendo parte del combinado que consiguió el bronce en los Juegos Olímpicos de Atenas. Fue el llamado equipo de pesadilla (Nightmare team) que decepcionó al ser el primero formado por profesionales NBA que no consiguió el oro olímpico.
En 2006 la muerte de Jayden, su hijo de seis meses, le hizo retirarse temporalmente de la selección. Regresó en 2010 con motivo del campeonato mundial, celebrado en Turquía, en el que Estados Unidos logró el título que se le resistía desde 1994. Odom consiguió un doble-doble de puntos y rebotes tanto en la semifinal como en la final del torneo, y se convirtió en el primer jugador que gana la NBA y el Mundial en el mismo año.

## Estadísticas de su carrera en la NBA
|  | Denota temporada en la que fue campeón de la NBA |

### Temporada regular
| Año     | Equipo        | PJ  | PT  | MPP  | %TC  | %3P  | %TL  | RPP  | APP | ROB | TPP | PPP  |
| ------- | ------------- | --- | --- | ---- | ---- | ---- | ---- | ---- | --- | --- | --- | ---- |
| 1999-00 | L.A. Clippers | 76  | 70  | 36.4 | .438 | .360 | .719 | 7.8  | 4.2 | 1.2 | 1.2 | 16.6 |
| 2000-01 | L.A. Clippers | 76  | 74  | 37.3 | .460 | .316 | .679 | 7.8  | 5.2 | 1.0 | 1.6 | 17.2 |
| 2001-02 | L.A. Clippers | 29  | 25  | 34.4 | .419 | .190 | .656 | 6.1  | 5.9 | .8  | 1.2 | 13.1 |
| 2002-03 | L.A. Clippers | 49  | 47  | 34.3 | .439 | .326 | .777 | 6.7  | 3.6 | .9  | .8  | 14.6 |
| 2003-04 | Miami         | 80  | 80  | 37.5 | .430 | .298 | .742 | 9.7  | 4.1 | 1.1 | .9  | 17.1 |
| 2004-05 | L.A. Lakers   | 64  | 64  | 36.3 | .473 | .308 | .695 | 10.2 | 3.7 | .7  | 1.0 | 15.2 |
| 2005-06 | L.A. Lakers   | 80  | 80  | 40.3 | .481 | .372 | .690 | 9.2  | 5.5 | .9  | .8  | 14.8 |
| 2006-07 | L.A. Lakers   | 56  | 56  | 39.3 | .468 | .297 | .700 | 9.8  | 4.8 | .9  | .6  | 15.9 |
| 2007-08 | L.A. Lakers   | 77  | 77  | 37.9 | .525 | .274 | .698 | 10.6 | 3.5 | 1.0 | .9  | 14.4 |
| 2008-09 | L.A. Lakers   | 78  | 32  | 29.7 | .492 | .320 | .623 | 8.2  | 2.6 | 1.0 | 1.3 | 11.3 |
| 2009-10 | L.A. Lakers   | 82  | 38  | 31.5 | .463 | .319 | .693 | 9.8  | 3.3 | .9  | .7  | 10.8 |
| 2010-11 | L.A. Lakers   | 82  | 35  | 32.2 | .530 | .382 | .675 | 8.7  | 3.0 | .6  | .7  | 14.4 |
| 2011-12 | Dallas        | 50  | 4   | 20.5 | .352 | .252 | .592 | 4.2  | 1.7 | .4  | .4  | 6.6  |
| 2012-13 | L.A. Clippers | 82  | 2   | 19.7 | .399 | .200 | .476 | 5.9  | 1.7 | .8  | .7  | 4.0  |
| Total   | Total         | 961 | 684 | 33.4 | .463 | .312 | .693 | 8.4  | 3.7 | .9  | .9  | 13.3 |

### Playoffs
| Año   | Equipo        | PJ  | PT | MPP  | %TC  | %3P  | %TL  | RPP  | APP | ROB | TPP | PPP  |
| ----- | ------------- | --- | -- | ---- | ---- | ---- | ---- | ---- | --- | --- | --- | ---- |
| 2004  | Miami         | 13  | 13 | 39.4 | .445 | .308 | .681 | 8.3  | 2.8 | 1.2 | .8  | 16.8 |
| 2006  | L.A. Lakers   | 7   | 7  | 44.9 | .495 | .200 | .667 | 11.0 | 4.9 | .4  | 1.1 | 19.1 |
| 2007  | L.A. Lakers   | 5   | 5  | 38.4 | .482 | .273 | .500 | 13.0 | 2.2 | .4  | 1.2 | 19.4 |
| 2008  | L.A. Lakers   | 21  | 21 | 37.4 | .491 | .273 | .661 | 10.0 | 3.0 | .7  | 1.3 | 14.3 |
| 2009  | L.A. Lakers   | 23  | 5  | 32.0 | .524 | .514 | .613 | 9.1  | 1.8 | .7  | 1.4 | 12.3 |
| 2010  | L.A. Lakers   | 23  | 0  | 29.0 | .469 | .244 | .600 | 8.6  | 2.0 | .6  | .9  | 9.7  |
| 2011  | L.A. Lakers   | 10  | 1  | 28.6 | .459 | .200 | .711 | 6.5  | 2.1 | .2  | .4  | 12.1 |
| 2013  | L.A. Clippers | 6   | 1  | 17.8 | .367 | .357 | .500 | 3.8  | 1.8 | .8  | .8  | 5.0  |
| Total | Total         | 108 | 53 | 33.3 | .479 | .303 | .643 | 8.8  | 2.4 | .7  | 1.0 | 13.0 |

## Estadísticas de su carrera en la ACB y Euroliga

### Estadísticas Liga ACB
| Temporada | Equipo   | PJ | MPP  | %T2  | %3P | %TL | RPP | ROP | APP | ROB | TPP | PPP | VAL  |
| --------- | -------- | -- | ---- | ---- | --- | --- | --- | --- | --- | --- | --- | --- | ---- |
| 2013-14   | Baskonia | 1  | 17.0 | 20.0 | 0.0 | -   | 2.0 | 1.0 | 1.0 | 2.0 | 1.0 | 2.0 | -4.0 |

### Estadísticas Euroliga
| Temporada | Equipo   | PJ | MPP | %T2 | %3P | %TL | RPP | ROP | APP | ROB | TPP | PPP | VAL  |
| --------- | -------- | -- | --- | --- | --- | --- | --- | --- | --- | --- | --- | --- | ---- |
| 2013-14   | Baskonia | 1  | 6.1 | -   | 0.0 | -   | 2.0 | 0.0 | 0.0 | 0.0 | 1.0 | 0.0 | -1.0 |

## Estadísticas de su carrera en competiciones internacionales

### Estadísticas Juegos Olímpicos
| Año  | PJ | MPP  | %T2  | %3P  | %TL  | RPP | ROP | APP | ROB | TPP | PPP | VAL  |
| ---- | -- | ---- | ---- | ---- | ---- | --- | --- | --- | --- | --- | --- | ---- |
| 2004 | 8  | 22.0 | 58.1 | 50.0 | 52.2 | 5.8 | 2.5 | 1.4 | 2.0 | 0.6 | 9.3 | 13.6 |

### Estadísticas Mundial
| Año  | PJ | MPP  | %T2  | %3P  | %TL  | RPP | ROP | APP | ROB | TPP | PPP | VAL  |
| ---- | -- | ---- | ---- | ---- | ---- | --- | --- | --- | --- | --- | --- | ---- |
| 2010 | 9  | 22.0 | 52.1 | 75.0 | 50.0 | 7.7 | 2.7 | 0.4 | 0.6 | 0.7 | 7.1 | 12.2 |

## Vida personal
Lamar Odom nació en el barrio de South Jamaica del distrito de Queens (Nueva York). Tuvo una dura infancia, su padre era adicto a la heroína y su madre murió de cáncer de colon cuando tenía tan solo 12 años, con lo que tuvo que mudarse a vivir con su abuela Mildred, que moriría 8 años después.
Mantuvo una relación con Liza Morales, quien es madre de sus tres hijos: Destiny Odom (1998), Lamar Odom Jr (2002) y Jayden Odom (2005-2006), quien falleció a los seis meses y medio a causa del Síndrome de muerte súbita del lactante, cuando estaba durmiendo en su cuna. Odom lleva tatuado en el pecho el rostro de Jayden.
En 2009 contrajo matrimonio con Khloé Kardashian en Beverly Hills, un mes después de conocerse. Se separaron en 2013, debido a rumores de infidelidad por parte de él. Mientras la pareja tramitaba el divorcio se filtró un video de Odom y uno de sus amigos luego de haber fumado crack hablando sobre su infidelidad durante el matrimonio, las maneras en las que hacía dinero sin la NBA, entre otras cosas. Khloé y Lamar firmaron los papeles de divorcio en 2015.
El 14 de octubre de 2015, después de dos días de fiesta tomando cocaína, opiáceos y pastillas de Herb Viagra, fue encontrado inconsciente en un prostíbulo y fue hospitalizado en el Hospital Desert View en Pahrump. El 20 de octubre recibió el alta y fue trasladado a Los Ángeles para seguir con el tratamiento junto a Khloé, quien había paralizado el proceso de divorcio para acompañarlo. El divorcio se completó finalmente en 2016.